# Zuidoost-Aziatisch kampioenschap voetbal 2008
De AFF Suzuki Cup 2008 was de zevende editie van de Zuidoost-Aziatisch kampioenschap voetbal. Het werd gehouden in Indonesië en Thailand van 5 december 2008 tot en met 28 december 2008. Het toernooi zou officieel plaatsvinden in Myanmar maar door de rellen in augustus 2007 trokken zij zich terug als organiserend land.

## Kwalificatietoernooi
Het kwalificatietoernooi vond plaats in Cambodja tussen 17 oktober 2008 tot en met 25 oktober 2008 voor de laagst geklasseerde landen van de ASEAN. Cambodja en Laos kwalificeerde zich voor het eindtoernooi
Stadion
| Phnom Penh                          | Phnom Penh | · Phnom Penh |
| Phnom Penh National Olympic Stadium |            | · Phnom Penh |
| Capaciteit: 50.000                  |            | · Phnom Penh |
|                                     |            | · Phnom Penh |

Eindstand
| Team       | Pts | Pld | W | D | L | GF | GA | GD |
| ---------- | --- | --- | - | - | - | -- | -- | -- |
| Laos       | 9   | 4   | 3 | 0 | 1 | 9  | 7  | +2 |
| Cambodja   | 7   | 4   | 2 | 1 | 1 | 9  | 8  | +1 |
| Filipijnen | 7   | 4   | 2 | 1 | 1 | 6  | 5  | +1 |
| Brunei     | 4   | 4   | 1 | 1 | 2 | 8  | 7  | +1 |
| Oost-Timor | 1   | 4   | 0 | 1 | 3 | 4  | 9  | −5 |

Wedstrijden
|                                                  |              |       |            |                                                                    |
| 17 oktober 2008 14:00 (UTC+7) «onderlinge duels» | Filipijnen   | 1 – 0 | Oost-Timor | Phnom Penh National Olympic Stadium, Cambodja Toeschouwers: 15.000 |
| 17 oktober 2008 14:00 (UTC+7) «onderlinge duels» | Borromeo 68' |       |            | Phnom Penh National Olympic Stadium, Cambodja Toeschouwers: 15.000 |

|                                                  |                                       |       |                             |                                                                    |
| 17 oktober 2008 16:00 (UTC+7) «onderlinge duels» | Cambodja                              | 3 – 2 | Laos                        | Phnom Penh National Olympic Stadium, Cambodja Toeschouwers: 15.000 |
| 17 oktober 2008 16:00 (UTC+7) «onderlinge duels» | Borey 24' El Nasa 45' Sovannarith 55' |       | Lounglath 30' Liemvisay 78' | Phnom Penh National Olympic Stadium, Cambodja Toeschouwers: 15.000 |

|                                                  |                                 |       |                                  |                                                                    |
| 19 oktober 2008 14:00 (UTC+7) «onderlinge duels» | Oost-Timor                      | 2 – 2 | Cambodja                         | Phnom Penh National Olympic Stadium, Cambodja Toeschouwers: 12.000 |
| 19 oktober 2008 14:00 (UTC+7) «onderlinge duels» | Barbosa 45' Perreira 67' (pen.) |       | Borey 78' (pen.) Sovannarith 80' | Phnom Penh National Olympic Stadium, Cambodja Toeschouwers: 12.000 |

|                                                  |          |       |            |                                                                    |
| 19 oktober 2008 16:00 (UTC+7) «onderlinge duels» | Brunei   | 1 – 1 | Filipijnen | Phnom Penh National Olympic Stadium, Cambodja Toeschouwers: 12.000 |
| 19 oktober 2008 16:00 (UTC+7) «onderlinge duels» | Said 17' |       | Gould 40'  | Phnom Penh National Olympic Stadium, Cambodja Toeschouwers: 12.000 |

|                                                  |             |       |                                      |                                               |
| 21 oktober 2008 14:00 (UTC+7) «onderlinge duels» | Filipijnen  | 1 – 2 | Laos                                 | Phnom Penh National Olympic Stadium, Cambodja |
| 21 oktober 2008 14:00 (UTC+7) «onderlinge duels» | Araneta 32' |       | Louanglath 56' (pen.) Phapvounin 59' | Phnom Penh National Olympic Stadium, Cambodja |

|                                                  |            |       |                                        |                                               |
| 21 oktober 2008 16:00 (UTC+7) «onderlinge duels» | Oost-Timor | 1 – 4 | Brunei                                 | Phnom Penh National Olympic Stadium, Cambodja |
| 21 oktober 2008 16:00 (UTC+7) «onderlinge duels» | Soares 80' |       | Said 9' 26' Saleh 57' Damit 76' (pen.) | Phnom Penh National Olympic Stadium, Cambodja |

|                                                  |                                            |       |                       |                                                                    |
| 23 oktober 2008 14:00 (UTC+7) «onderlinge duels» | Laos                                       | 3 – 2 | Brunei                | Phnom Penh National Olympic Stadium, Cambodja Toeschouwers: 15.000 |
| 23 oktober 2008 14:00 (UTC+7) «onderlinge duels» | Phapvounin 8' Lamnao 89' Phommapanya 90+3' |       | Bujang 28' Mahari 84' | Phnom Penh National Olympic Stadium, Cambodja Toeschouwers: 15.000 |

|                                                  |                 |       |                                      |                                                                    |
| 23 oktober 2008 16:00 (UTC+7) «onderlinge duels» | Cambodja        | 2 – 3 | Filipijnen                           | Phnom Penh National Olympic Stadium, Cambodja Toeschouwers: 15.000 |
| 23 oktober 2008 16:00 (UTC+7) «onderlinge duels» | El Nasa 14' 44' |       | Borromeo 19' Greatwich 36' Gould 53' | Phnom Penh National Olympic Stadium, Cambodja Toeschouwers: 15.000 |

|                                                  |                       |       |                       |                                               |
| 25 oktober 2008 14:00 (UTC+7) «onderlinge duels» | Brunei                | 1 – 2 | Cambodja              | Phnom Penh National Olympic Stadium, Cambodja |
| 25 oktober 2008 14:00 (UTC+7) «onderlinge duels» | Hardi Anak Bujang 44' |       | El Nasa 45' Borey 73' | Phnom Penh National Olympic Stadium, Cambodja |

|                                                  |                                          |       |                     |                                               |
| 25 oktober 2008 16:00 (UTC+7) «onderlinge duels» | Laos                                     | 2 – 1 | Oost-Timor          | Phnom Penh National Olympic Stadium, Cambodja |
| 25 oktober 2008 16:00 (UTC+7) «onderlinge duels» | Lamnao Singtao 7' Visay Phaphouvanin 50' |       | Alfredo Esteves 44' | Phnom Penh National Olympic Stadium, Cambodja |

## Stadions
| Jakarta             | Bandung                       | Phuket                     |
| ------------------- | ----------------------------- | -------------------------- |
| Bung Karnostadion   | Jalak Harupat Soreang-stadion | Surakul Stadium            |
| Capaciteit: 88.083  | Capaciteit: 40.000            | Capaciteit: 15.000         |
|                     |                               |                            |
| Bangkok             | Hanoi                         | Kallang                    |
| Rajamangala Stadium | Mỹ Đình Nationaal Stadion     | Singapore National Stadium |
| Capaciteit: 49.722  | Capaciteit: 40.192            | Capaciteit: 55.000         |
|                     |                               |                            |

## Scheidsrechters
De volgende scheidsrechters hanteren de fluit op dit toernooi
| Nationaliteit | Naam                  |
| ------------- | --------------------- |
| Maleisië      | Nafeez Wahab          |
| Maleisië      | Ramachandran Krishnan |
| Thailand      | Chaiya Alee           |
| Filipijnen    | Allan Martinez        |
| Vietnam       | Phung Dinh Dung       |
| Indonesië     | Midi Setiyono         |
| Singapore     | Abdul Malik           |
| Singapore     | Pandian Palaniyandi   |
| Bermuda       | Mohamed Hadimin       |

## Deelnemende landen
| Land                            | Deelname | Beste resultaat            |
| ------------------------------- | -------- | -------------------------- |
| Indonesië                       | 7e       | Tweede                     |
| Laos (kwalificatietoernooi)     | 7e       | Groepsfase                 |
| Maleisië                        | 7e       | Tweede                     |
| Myanmar                         | 7e       | Vierde                     |
| Cambodja (kwalificatietoernooi) | 5e       | Groepsfase                 |
| Singapore                       | 7e       | Winnaar (1998, 2004, 2007) |
| Thailand                        | 7e       | Winnaar (1996, 2000, 2002) |
| Vietnam                         | 7e       | Tweede                     |

## Groepsfase

### Groep A
| Team      | Pts | Pld | W | D | L | GF | GA | GD  |
| --------- | --- | --- | - | - | - | -- | -- | --- |
| Singapore | 9   | 3   | 3 | 0 | 0 | 10 | 1  | +9  |
| Indonesië | 6   | 3   | 2 | 0 | 1 | 7  | 2  | +5  |
| Myanmar   | 3   | 3   | 1 | 0 | 2 | 4  | 8  | −4  |
| Cambodja  | 0   | 3   | 0 | 0 | 3 | 2  | 12 | −10 |

|                                                  |                                                     |       |          |                                                         |
| 5 december 2008 «onderlinge duels» 17:00 (UTC+7) | Singapore                                           | 5 – 0 | Cambodja | Bung Karno Stadium, Jakarta Scheidsrechter: Chaiya Alee |
| 5 december 2008 «onderlinge duels» 17:00 (UTC+7) | Casmir 44', 90' Fahrudin 61' Daud 71' Alam Shah 72' |       |          | Bung Karno Stadium, Jakarta Scheidsrechter: Chaiya Alee |

|                                                  |                                        |       |         |                                                                   |
| 5 december 2008 «onderlinge duels» 19:30 (UTC+7) | Indonesië                              | 3 – 0 | Myanmar | Bung Karno Stadium, Jakarta Scheidsrechter: Ramachandran Krishnan |
| 5 december 2008 «onderlinge duels» 19:30 (UTC+7) | Budi S. 24' F.Utina 28' Bambang P. 64' |       |         | Bung Karno Stadium, Jakarta Scheidsrechter: Ramachandran Krishnan |

|                                                  |                             |       |                 |                                                                                  |
| 7 december 2008 «onderlinge duels» 19:30 (UTC+7) | Singapore                   | 3 – 1 | Myanmar         | Bung Karno Stadium, Jakarta Toeschouwers: 21.000 Scheidsrechter: Phung Dinh Dung |
| 7 december 2008 «onderlinge duels» 19:30 (UTC+7) | Alam Shah 1' Casmir 16' 74' |       | Myo Min Tun 28' | Bung Karno Stadium, Jakarta Toeschouwers: 21.000 Scheidsrechter: Phung Dinh Dung |

|                                                  |          |                                    |           |                                                          |
| 7 december 2008 «onderlinge duels» 17:00 (UTC+7) | Cambodja | 0 – 4                              | Indonesië | Bung Karno Stadium, Jakarta Scheidsrechter: Nafeez Wahab |
| 7 december 2008 «onderlinge duels» 17:00 (UTC+7) |          | Budi S. 15' 54' 70' Bambang P. 76' |           | Bung Karno Stadium, Jakarta Scheidsrechter: Nafeez Wahab |

|                                                  |                                                 |       |                          |                                   |
| 9 december 2008 «onderlinge duels» 19:30 (UTC+7) | Myanmar                                         | 3 – 2 | Cambodja                 | Si Jalak Harupat Stadium, Bandung |
| 9 december 2008 «onderlinge duels» 19:30 (UTC+7) | Moe Win 29' Yazar Win Thein 35' Myo Min Tun 85' |       | Sokumpheak 40' Borey 77' | Si Jalak Harupat Stadium, Bandung |

|                                                  |           |                      |           |                             |
| 9 december 2008 «onderlinge duels» 19:30 (UTC+7) | Indonesië | 0 – 2                | Singapore | Bung Karno Stadium, Jakarta |
| 9 december 2008 «onderlinge duels» 19:30 (UTC+7) |           | Khaizan 3' Jiayi 50' |           | Bung Karno Stadium, Jakarta |

### Groep B
| Team     | Pts | Pld | W | D | L | GF | GA | GD  |
| -------- | --- | --- | - | - | - | -- | -- | --- |
| Thailand | 9   | 3   | 3 | 0 | 0 | 11 | 0  | +11 |
| Vietnam  | 6   | 3   | 2 | 0 | 1 | 7  | 4  | +3  |
| Maleisië | 3   | 3   | 1 | 0 | 2 | 5  | 6  | −1  |
| Laos     | 0   | 3   | 0 | 0 | 3 | 0  | 13 | −13 |

|                                                  |                               |       |      |                                                                           |
| 6 december 2008 «onderlinge duels» 17:00 (UTC+7) | Maleisië                      | 3 – 0 | Laos | Surakul Stadium, Phuket Toeschouwers: 5.000 Scheidsrechter: Midi Setiyono |
| 6 december 2008 «onderlinge duels» 17:00 (UTC+7) | Safee 68' 87' Indra Putra 73' |       |      | Surakul Stadium, Phuket Toeschouwers: 5.000 Scheidsrechter: Midi Setiyono |

|                                                  |                            |       |         |                                                                          |
| 6 december 2008 «onderlinge duels» 19:30 (UTC+7) | Thailand                   | 2 – 0 | Vietnam | Surakul Stadium, Phuket Toeschouwers: 20.000 Scheidsrechter: Abdul Malik |
| 6 december 2008 «onderlinge duels» 19:30 (UTC+7) | Suksomkit 34' Nutnum 45+2' |       |         | Surakul Stadium, Phuket Toeschouwers: 20.000 Scheidsrechter: Abdul Malik |

|                                                  |                      |       |                                                           |                                                    |
| 8 december 2008 «onderlinge duels» 17:00 (UTC+7) | Maleisië             | 2 – 3 | Vietnam                                                   | Surakul Stadium, Phuket Scheidsrechter: P. Pandian |
| 8 december 2008 «onderlinge duels» 17:00 (UTC+7) | Indra Putra 20', 85' |       | Pham Thanh Luong 17' Nguyen Vu Phong 73' Vu Nhu Thanh 88' | Surakul Stadium, Phuket Scheidsrechter: P. Pandian |

|                                                  |      |                                                                   |          |                                                                              |
| 8 december 2008 «onderlinge duels» 19:30 (UTC+7) | Laos | 0 – 6                                                             | Thailand | Surakul Stadium, Phuket Toeschouwers: 10.000 Scheidsrechter: Mohamed Hadimin |
| 8 december 2008 «onderlinge duels» 19:30 (UTC+7) |      | Rangsiyo 19' Phetphun 30' Sunthornpit 40', 52' Sangsanoi 79', 89' |          | Surakul Stadium, Phuket Toeschouwers: 10.000 Scheidsrechter: Mohamed Hadimin |

|                                                   |                              |       |          |                                                                          |
| 10 december 2008 «onderlinge duels» 17:00 (UTC+7) | Thailand                     | 3 – 0 | Maleisië | Surakul Stadium, Phuket Toeschouwers: 15.000 Scheidsrechter: Abdul Malik |
| 10 december 2008 «onderlinge duels» 17:00 (UTC+7) | Suksomkit 23' Dangda 46' 76' |       |          | Surakul Stadium, Phuket Toeschouwers: 15.000 Scheidsrechter: Abdul Malik |

|                                                   |                                                                                      |       |      |                         |
| 10 december 2008 «onderlinge duels» 19:30 (UTC+7) | Vietnam                                                                              | 4 – 0 | Laos | Surakul Stadium, Phuket |
| 10 december 2008 «onderlinge duels» 19:30 (UTC+7) | Nguyen Viet Thang 49' Pham Thanh Luong 63' Huynh Quang Thanh 66' Phan Thanh Binh 81' |       |      | Surakul Stadium, Phuket |

## Knockout-fase
|  | Halve finale | Halve finale | Halve finale | Halve finale | Halve finale |   |         | Finale   | Finale | Finale | Finale | Finale |
|  |              |              |              |              |              |   |         |          |        |        |        |        |
|  | A2           | Indonesië    | 0            | 1            | 1            |   |         |          |        |        |        |        |
|  | B1           | Thailand     | 1            | 2            | 3            |   |         |          |        |        |        |        |
|  | B1           | Thailand     | 1            | 2            | 3            |   | H1      | Thailand | 1      | 1      | 2      |        |
|  |              |              |              |              |              |   | H1      | Thailand | 1      | 1      | 2      |        |
|  |              | H2           | Vietnam      | 2            | 1            | 3 |         |          |        |        |        |        |
|  | B2           | H2           | Vietnam      | 2            | 1            | 3 | Vietnam | 1        | 0      | 0      |        |        |
|  | B2           |              |              |              |              |   | Vietnam | 1        | 0      | 0      |        |        |
|  | A1           | Singapore    | 0            | 0            | 0            |   |         |          |        |        |        |        |

### Halve finale
In de halve finale en de finale wordt gespeeld om de winst over twee wedstrijden. Bij een gelijke stand na twee wedstrijden telden uitdoelpunten niet dubbel, zoals vaak gebruikelijk is, maar werd verlengd. Indien de stand nog steeds gelijk was, volgden strafschoppen.
|                                                   |           |           |          |                                                                                      |
| 16 december 2008 «onderlinge duels» 19:00 (UTC+7) | Indonesië | 0 – 1     | Thailand | Gelora Bung Karno Stadium , Jakarta Toeschouwers: 70.000 Scheidsrechter: Vo Minh Tri |
| 16 december 2008 «onderlinge duels» 19:00 (UTC+7) |           | Dangda 6' |          | Gelora Bung Karno Stadium , Jakarta Toeschouwers: 70.000 Scheidsrechter: Vo Minh Tri |

|                                                   |         |       |           |                                                                                            |
| 17 december 2008 «onderlinge duels» 19:00 (UTC+7) | Vietnam | 0 – 0 | Singapore | My Dinh National Stadium, Hanoi Toeschouwers: 40.000 Scheidsrechter: Ramachandran Krishnan |
| 17 december 2008 «onderlinge duels» 19:00 (UTC+7) |         |       |           | My Dinh National Stadium, Hanoi Toeschouwers: 40.000 Scheidsrechter: Ramachandran Krishnan |

Return
|                                                   |                           |       |            |                                                                                   |
| 20 december 2008 «onderlinge duels» 19:00 (UTC+7) | Thailand                  | 2 – 1 | Indonesië  | Rajamangala Stadium, Bangkok Toeschouwers: 40.000 Scheidsrechter: Mohamed Hadimin |
| 20 december 2008 «onderlinge duels» 19:00 (UTC+7) | Winothai 73' Rangsiyo 89' |       | Arianto 9' | Rajamangala Stadium, Bangkok Toeschouwers: 40.000 Scheidsrechter: Mohamed Hadimin |

Thailand wint met 3-1 over twee wedstrijden
|                                                   |           |                      |         |                                                                                   |
| 21 december 2008 «onderlinge duels» 19:00 (UTC+7) | Singapore | 0 – 1                | Vietnam | National Stadium, Singapore stad Toeschouwers: 55.000 Scheidsrechter: Mohd Salleh |
| 21 december 2008 «onderlinge duels» 19:00 (UTC+7) |           | Nguyen Quang Hai 74' |         | National Stadium, Singapore stad Toeschouwers: 55.000 Scheidsrechter: Mohd Salleh |

Vietnam wint met 1-0 over twee wedstrijden

### Finale
1ste wedstrijd
|                                                   |              |       |                                      |                                                                                         |
| 24 december 2008 «onderlinge duels» 19:00 (UTC+7) | Thailand     | 1 – 2 | Vietnam                              | Rajamangala Stadium, Bangkok Toeschouwers: 50.000 Scheidsrechter: Ramachandran Krishnan |
| 24 december 2008 «onderlinge duels» 19:00 (UTC+7) | Rangsiyo 75' |       | Nguyen Vu Phong 40' Lê Công Vinh 42' | Rajamangala Stadium, Bangkok Toeschouwers: 50.000 Scheidsrechter: Ramachandran Krishnan |

Return
|                                                 |                    |       |            |                                 |
| 28 december 2008 «onderlinge duels» 19:00 UTC+7 | Vietnam            | 1 – 1 | Thailand   | My Dinh National Stadium, Hanoi |
| 28 december 2008 «onderlinge duels» 19:00 UTC+7 | Lê Công Vinh 90+3' |       | Dangda 21' | My Dinh National Stadium, Hanoi |

| Winnaar AFF Championship 2008 |
| ----------------------------- |
|                               |
| Vietnam Eerste titel          |

## Toernooiranglijst
| Rank                              | Team      | Gsp | W | G | V | DV | DT | DS  |
| --------------------------------- | --------- | --- | - | - | - | -- | -- | --- |
|                                   | Vietnam   | 7   | 4 | 2 | 1 | 11 | 6  | +5  |
|                                   | Thailand  | 7   | 5 | 1 | 1 | 16 | 4  | +12 |
| Uitgeschakeld in de halve finales |           |     |   |   |   |    |    |     |
| 3                                 | Singapore | 5   | 3 | 1 | 1 | 10 | 2  | +8  |
| 4                                 | Indonesië | 5   | 2 | 0 | 3 | 8  | 5  | +3  |
| Uitgeschakeld in de groepsfase    |           |     |   |   |   |    |    |     |
| 5                                 | Maleisië  | 3   | 1 | 0 | 2 | 5  | 6  | −1  |
| 6                                 | Birma     | 3   | 1 | 0 | 2 | 4  | 8  | −4  |
| 7                                 | Cambodja  | 3   | 0 | 0 | 3 | 2  | 12 | −10 |
| 8                                 | Laos      | 3   | 0 | 0 | 3 | 0  | 13 | −13 |

## Doelpuntenmakers
4 doelpunten
- Budi Sudarsono
- Agu Casmir
- Teerasil Dangda

3 doelpunten
- Indra Putra Mahayuddin
- Ronnachai Rangsiyo
- Nguyen Vu Phong

2 doelpunten
- Bambang Pamungkas
- Mohd Safee Mohd Sali
- Myo Min Tun
- Noh Alam Shah
- Anon Sangsanoi
- Arthit Sunthornpit
- Sutee Suksomkit
- Pham Thanh Luong

1 doelpunt
- Khim Borey
- Kouch Sokumpheak
- Firman Utina
- Nova Arianto
- Moe Win
- Yazar Win Thein
- Indra Sahdan Daud
- Mustafic Fahrudin
- Baihakki Khaizan
- Shi Jiayi
- Suchao Nutnum
- Patiparn Phetphun
- Teerathep Winothai
- Lê Công Vinh
- Nguyen Viet Thang
- Huynh Quang Thanh
- Phan Thanh Binh
- Nguyen Quang Hai

1996 · 1998 · 2000 · 2002 · 2004 · 2007 · 2008 · 2010 · 2012 · 2014 · 2016 · 2018 · 2020 · 2022 · 2024